# Interbank (azienda)
Interbank è una banca peruviana fondata nel 1897 con il nome di Banco Internacional del Peru. È una delle principali istituzioni finanziarie del paese. 
Dal 1970 al 1994 fu di proprietà della banca centrale pubblica del paese. Privatizzato e ceduto a una cordata di imprenditori statunitensi nel '94, con il nome Interbank acquisì la catena di supermercati Supermercados Santa Isabel, integrandola in una rete di 230 punti vendita, 1.500 agenti e altrettanti sportelli ATM del circuito interbancario peruviano GlobalNet.

## Storia
Nel maggio 1897, Elias Mujica Carassa aprì un'agenzia a Jiron de la Union, nel centro storico di Lima, con il nome di Banco Internacional e con un capitale di un milione di dollari. Il primo direttorio fu presieduto da Elías Mujica Carassa (1897) e successivamente dai suoi fratelli Pedro Pablo (1906) e Manuel Mujica Carassa (1902-1908). Nel 1934 furono inaugurate le filiali a Chiclayo e Arequipa, e un anno più tardi quelle di Piura e Sullana. Successivamente furono aperti altri uffici in Perù.
Nel 1944, l'International Petroleum Company (IPC) prese il controllo della banca, che nel 1967 stabilì un accordo con la Chemical Bank New York Trust. Nel 1968, il generale Juan Velasco Alvarado assunse il potere con un colpo di stato e promulgò una legge che stabiliva che il 75% delle azioni delle banche doveva essere trasferito agli investimenti nazionali fino al dicembre 1969. Questa azione danneggiò la Chemical Bank estera, Bunge & Born Group e W. R. Grace and Company, società che detenevano il 51% delle azioni. Con l'acquisto delle azioni della banca da parte della banca nazionale (Banco de la Nación) nel 1970, il Banco Internacional divenne parte della Banca Asociada del Pais. Dieci anni dopo, nel 1980, durante il governo democratico di Fernando Belaúnde Terry il nome della banca cambiò in InterBanc, che era ancora di proprietà del governo peruviano.

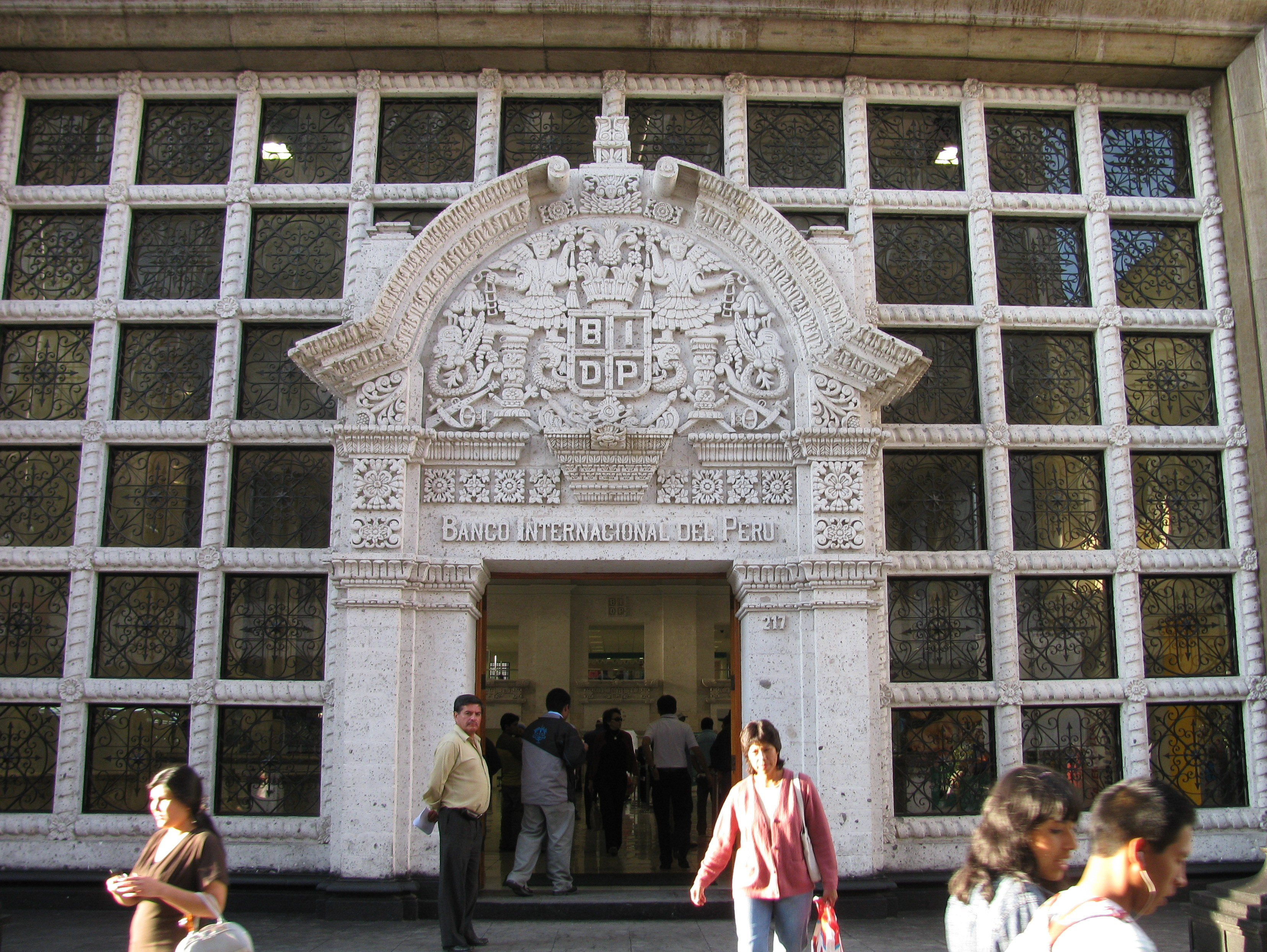
Uffici di Interbank ad Arequipa

Il 20 luglio 1994, Carlos Rodríguez-Pastor Mendoza (insieme a un gruppo di azionisti statunitensi) acquistò per 51 milioni di dollari circa il 91% delle azioni della banca che assunse il nome di "Interbank". Il resto delle azioni fu venduto ad alcuni dipendenti della società. Nello stesso anno, il gruppo acquisì una banca offshore, Interbank Overseas. Nel 1997 il gruppo Interbank trasferì le sue attività principali a IFH Peru Ltd. con sede alle Bahamas.
In seguito aprì più di 200 filiali (chiamate negozi finanziari) e 1.250 sportelli bancomat distribuiti in tutto il Perù (la rete Global Net). Inoltre aprì anche agenzie all'interno dei supermercati Vivanda e dei centri commerciali Plaza Vea, il che la rese una delle banche più solide del Perù.
Nel 2000 fu annunciata la fusione col Banco Latino. Nel 2004 Interbank acquisì la catena di supermercati Supermercados Santa Isabel dalla transnazionale olandese Ahold per fondare Supermercados Peruanos. Gli uffici furono ubicati nei centri commerciali di Vivanda e Plaza Vea. Nel 2007, Interbank aprì un'agenzia commerciale a Shanghai, in Cina, in modo da facilitare le transazioni finanziarie con l'est asiatico. Nel 2009 la banca contava 1.2 milioni di clienti distribuiti in tutto il Perù.
Interbank ha una propria corporate university interna, l'Universidad Corporativa Interbank (ICIC) che eroga corsi di formazione ai 20.000 dipendenti del gruppo.
Dal 2011 Luis Felipe Castellanos Lopez-Torres è divenuto amministratore delegato.